# Castelli Romani

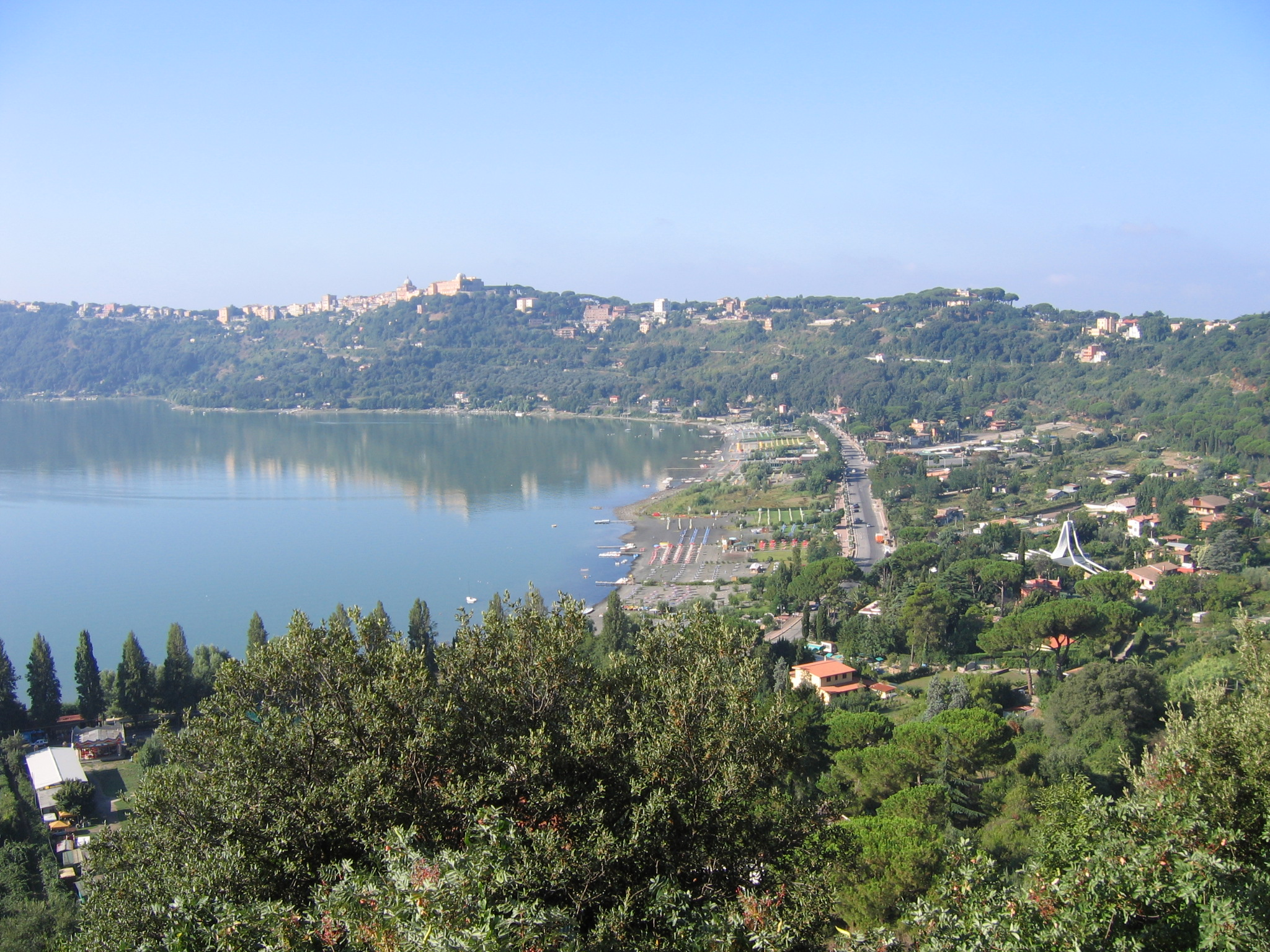
Castel Gandolfo y el Lago Albano, en la región de los Castelli Romani.

Los Castelli Romani («Castillos de Roma») forman un grupo de municipios italianos de la ciudad metropolitana de Roma Capital. Se localizan a una corta distancia al sureste de la capital italiana, en las colinas Albanas.
La región de los Castelli ocupa una antigua y fértil área volcánica lo que ha permitido, desde la Antigüedad, la explotación de una floreciente agricultura. Un antiguo cráter está ocupado por dos lagos, el Lago de Nemi y el Lago Albano.
Desde los tiempos de los romanos, la región es frecuentada por los nobles de Roma debido a su agradable clima durante el verano: la tradición fue seguida por los papas, los cuales mantienen una residencia de verano en Castel Gandolfo, junto al lago Albano.

## Comunidades
Localidades que constituyen los Castelli Romani:
- Albano Laziale
- Ariccia
- Castel Gandolfo
- Colonna
- Frascati
- Genzano di Roma
- Grottaferrata
- Lanuvio
- Lariano
- Marino
- Monte Compatri
- Monte Porzio Catone
- Nemi
- Rocca di Papa
- Rocca Priora
- Velletri

## Gastronomía
La región es famosa por la producción de vino, incluido el vino blanco de Frascati. Ariccia es conocida por su porchetta (cerdo asado). Entre los bizcochos producidos en la región, están los maritozzi.